# Годен, Мартен Мишель Шарль
Мартен Мишель Шарль Годе́н (фр. Martin Michel Charles Gaudin; 16 января 1756 — 5 ноября 1841) — французский государственный деятель, начавший свою карьеру в годы французской революции и бывший министром финансов Франции при консулате и Первой империи. Получил от Наполеона титул герцога Гаэтского.

## Биография
Мартен Годен был сыном Шарля Годена, адвоката Парижского парламента, и Луизы-Сюзанны Раго, дочери субинтенданта финансов. Перед революцией Годен был директором в службе по налогам и сборам.

### Начало карьеры

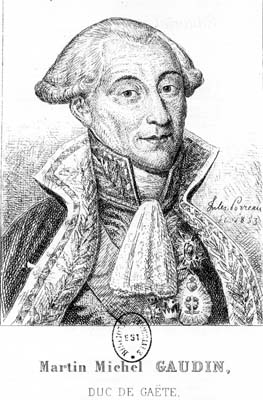
Гравированный портрет работы Жюля Порро (1833)

В 1773 году, по окончании колледжа Людовика Великого, Годен поступил на работу в канцелярию д’Альи, друга его семьи и первого помощника Анри д’Ормессона, интенданта финансов, назначенного Неккером генеральным директором в департаменте налогообложения. В 1777 году д’Альи доверил юному Годену руководство отделом. Годен писал в своих мемуарах: «Именно тут началась моя политическая карьера. Революция довершила начатое».
В 1789 году Годен стал одним из влиятельных членов финансового комитета Конституанты.

### В годы революции
В 1791 году Людовик XVI по предложению министра Тарбэ назначил Годена комиссаром, ответственным за доходы, во вновь образованное национальное казначейство, возглавляемое Камбоном. На этом посту Годен выказал большие способности и усердие в тот особенно тяжелый период.
Годен был тем человеком, который осуществил переход от старорежимной системы сбора прямых налогов с 24 генералитетами к новой системе с 544 выборными сборщиками в дистриктах.
Начиная с этого периода он служил мишенью для постоянных изобличений, от которых ему удавалось уходить благодаря его неукоснительной порядочности и знанию дела. 10 августа 1792 года он был обвинён в том, что авансом выплатил королю суммы по цивильному листу.
Камбон и Сен-Жюст всегда его защищали и иногда прислушивались к нему, поскольку он без колебаний выступал против платежей по мошенническим счетам, выставленным всесильным тогда генералом Дюмурье. С помощью Камбона и вопреки Робеспьеру ему удалось спасти жизни 48 генеральных сборщиков налогов, которых Конвент хотел отправить на эшафот в той же телеге, что и генеральных откупщиков.
Тем не менее, ситуация оставалась тяжёлой: особняк Казначейства был постоянно захвачен толпой и Годен не раз должен был пускаться на хитрости, чтобы избавиться от своих визитёров. Например, после того, как был принят декрет, устанавливающий ежедневные платежи жёнам граждан, сражающихся за отечество, толпа женщин захватила его бюро. Он принял наиболее возбуждённых, сказал, что готов заплатить им, но, чтобы всё было сделано по правилам, они должны предварительно предъявить ему свидетельства о браке. Поскольку лишь немногие из них смогли, видимо, представить этот документ, они ретировались без протестов.
При том, что его неоднократно обвиняли в нарушениях, ему удивительным образом удавалось сохранить свой пост до III года республики (1795), в котором он вышел в отставку «посреди всевозможных тревог, измученный усталостью» и удалился в Вик-сюр-Эн рядом с Суассоном, где он оставался в течение трёх лет. Ему было 39 лет, из которых 20 лет он посвятил карьере.

### При Директории
В VI году (1798) посланием председателя Директории ему предлагалось заменить Рамеля-Ногаре в качестве министра финансов. Годен отказался, но позднее (во флореале того же года) согласился занять пост генерального комиссара Почтового управления; значение этой должности придавало существование «чёрного кабинета».

### При Консулате и Первой империи
Наполеон Бонапарт назначил Годена министром финансов на следующий день после 18 брюмера.
Годен так описывал их встречу:
«Когда я вошёл, он отдавал приказы начальнику гвардии. Он подошёл ко мне с самым добрым выражением лица:
 — Вы давно работаете в финансах?
 — Уже 20 лет, генерал!
 — Нам очень нужна ваша помощь, я на вас рассчитываю. Так что приносите присягу, мы очень спешим».
Управление финансами во времена Консулата и Первой империи начиная с 1802 года было поделено на две части. В то время как Барбэ-Марбуа (а с 1806 года его преемник Молльен) в качестве министра казначейства отвечали за расходную часть, Годен как министр финансов отвечал за доходную часть бюджета. При своём вступлении в должность Годен нашёл положение почти безвыходным. Четыре года правления Директории привели к массовому сокращению налоговых поступлений, при этом, напротив, образовалась большая сумма просроченных выплат государственным служащим и военным. Противоречия и неразбериха требовали реорганизации государственных финансов на новых основаниях.
Закон от 3 фримера VIII года регулировал сбор прямых налогов посредством создания трёхступенчатого корпуса чиновников. На самой нижней ступени стояли сборщики (фр. percepteurs) в дистриктах, на следующей ступени — особые сборщики (фр. receveur particulier) в округах, наконец, на верхней ступени — генеральные сборщики (фр. receveur général) в департаментах. Для правильного обложения недвижимости была начата гигантская задача по составлению поземельной книги, в которую были внесены права владения, размеры и стоимость всех земель во Франции. При этом государственный бюджет при Наполеоне основывался в большой степени не на прямых, а на косвенных налогах, как, например, гербовый сбор, октруа, акцизы на соль, табак и алкоголь. Вместе с таможенными поступлениями, сильно выросшими в годы континентальной блокады, в 1813 году косвенные налоги почти в полтора раза превышали прямые налоги.
Взимание всех указанных платежей строго контролировалось, для чего в 1804 году был учреждён пост Главного управляющего по налоговым сборам (фр. régie des droits réunis), который был доверен «Анакреону фиска» Франсе де Нанту. Законом от 16 сентября 1807 года была дополнительно образована Счётная палата (фр. cour des comptes) во главе с Барбэ-Марбуа в качестве центрального контрольного органа, так что Годен мог, наконец, удовлетворённо констатировать, что «государство готово к сбору любых налогов, которые ещё могли бы быть введены».
29 ноября 1799 года для оживления кредитования Годен создал «кассу погашения долгов» (фр. caisse de garantie et d'amortissement), руководство которой он доверил своему другу и впоследствии министру казначейства Молльену. Задачами этой кассы было возвращать оспоренные налоговые сборы и, что более важно, снижать государственный долг посредством выкупа государственного займа. Кроме того, основанная в 1796 году Расчётная касса была преобразована в Банк Франции (24 плювиоза VIII года: 13 февраля 1800), его главная функция состояла в том, чтобы предоставлять предприятиям кредиты по приемлемым ставкам.

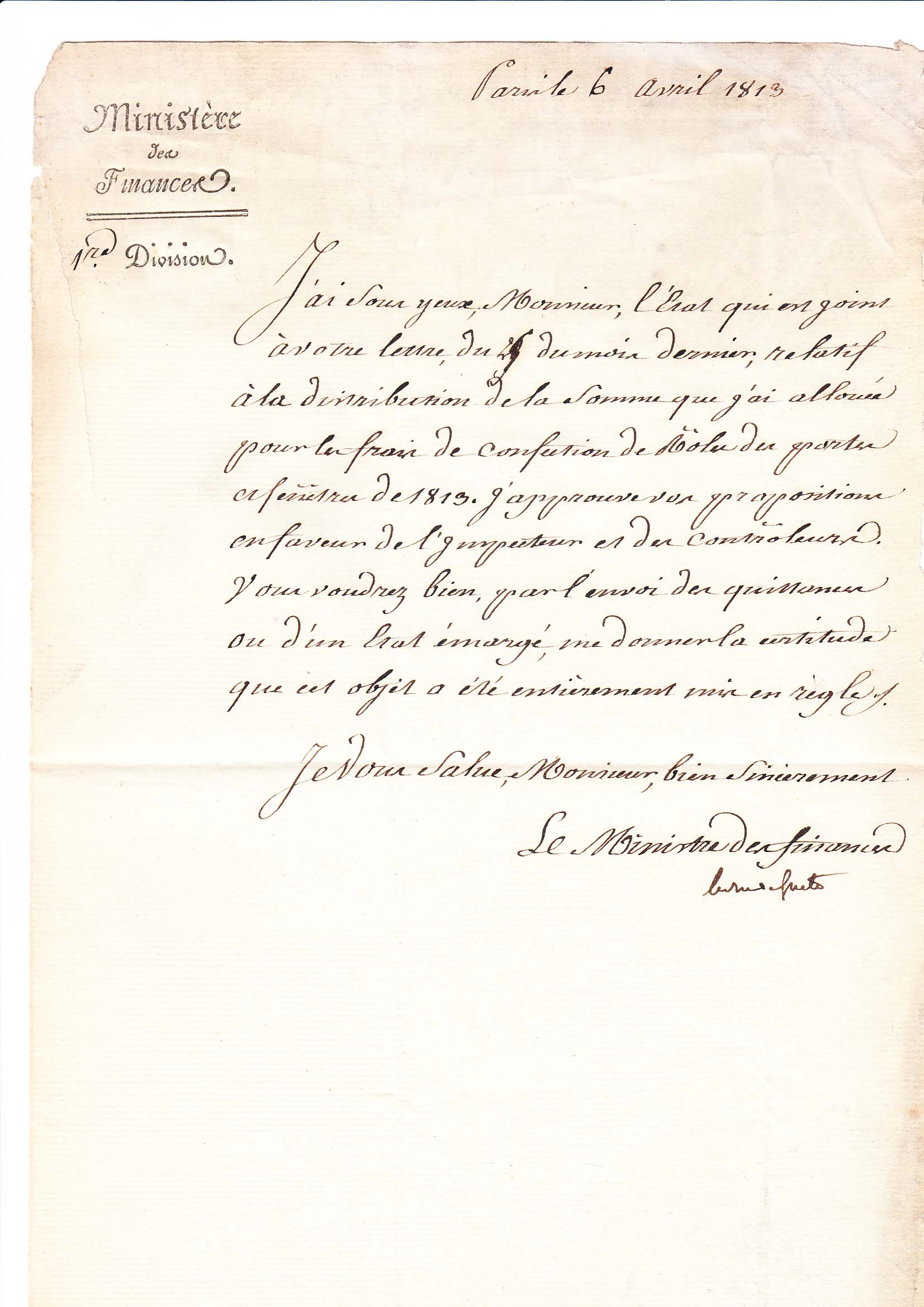
Финансовый документ за подписью Мартена Годена 1813.

Эти мероприятия сопровождались денежной реформой. 7 жерминаля XI года (28 марта 1803) был учреждён «франк жерминаль», монета весом 5 г, содержавшая золото и серебро в соотношении 1:15,5. К 1811 году франк имел лучший обменный курс по сравнению с фунтом стерлингов. Франк жерминаль находился в обращении до 1928 года, а его курс и содержание золота оставались стабильными вплоть до начала Первой мировой войны в 1914.
26 апреля 1808 Наполеон в благодарность за заслуги Годена возвёл его в достоинство графа империи, а 15 августа 1809 дал ему титул герцога Гаэтского. К этим титулам с течением времени были присоединены доходные имения: в королевстве Вестфалия и курфюршестве Ганновер (1808), в Неаполитанском королевстве (1809), на канале дю Луан — важной французской торговой артерии в Бургундии (1810), в Иллирии и в департаментах Стура и Арно (1812).
В 1805 Годен занимался организацией финансов в Лигурии, а в 1811 — на территории бывшего королевства Голландия.
Годен оставался в должности до 30 марта 1814 — вплоть до первой Реставрации и изгнания Наполеона на средиземноморский остров Эльба. В 1814 году он был в небольшой группе доверенных лиц, которые сопровождали императрицу Марию-Луизу в Блуа. После того, как Наполеон вернулся во Францию 1 марта 1815 года, 21 марта он вновь назначил Годена министром финансов, а 2 июня 1815 — незадолго до отбытия в бельгийский поход — возвёл его в достоинство пэра Франции. После своего второго отречения, будучи в ссылке на острове Святой Елены Наполеон говорил, вспоминая Годена: «Министр Годен делал всё, что было в его власти, чтобы в течение нескольких дней прекратить злоупотребления порочного режима [Директории] и восстановить принципы кредита и умеренности на подобающее им место».

### При Реставрации и Июльской монархии
22 августа 1815 года Годен был избран в Палату депутатов избирательной коллегией департамента Эна, 68 голосами из 135 принявших участие в голосовании (при 266 внесённых в списки) и был переизбран 4 октября 1816 года 119 голосами из 180 (293 в списке). В Палате он заседал на стороне большинства, непременно защищая политику Наполеона от нападок роялистов. В 1820 году он сменил Жака Лаффитта в качестве управляющего Банком Франции и занимал эту должность до 1834 года.
Годен женился лишь в возрасте 70 лет в 1822 году. Его супруга, Мари-Анн Суммарипа, гречанка с Наксоса, ранее развелась с его однофамильцем, Клодом-Эмилем Годеном. Он удочерил её дочь, которая позднее вышла замуж за маркиза де Жирардена. Его портрет, портрет его супруги и обстановка их спальни, великолепный ансамбль в стиле ампир, выставлены в музее Карнавале. Портрет Годена в парадном костюме министра принадлежит перу Жозефа Мари Вьена (1806).
Годен скончался 5 ноября 1841 года в Женвилье. Он похоронен на Восточном кладбище (кладбище Пер-Лашез), участок 1, захоронение 27.

## Произведения
Перу Годена принадлежат мемуары (фр. Mémoires, souvenirs et opinions de M. Gaudin, duc de Gaëte, 1826), записки по истории французских финансов (фр. Notice historique sur les finances de la France depuis 1800 jusqu’au 1er avril 1814, 1818) и другие произведения.
Личные бумаги Мартена Годена хранятся во Французском национальном архиве под шифром 188AP2.

## Награды
- Орден Почётного легиона:
  - легионер (9 вандемьера XII года: 2 октября 1803), затем
  - высший офицер (25 прериаля XII года: 14 июня 1804), затем
  - кавалер Большого орла (13 плювиоза XIII года: 2 февраля 1805)
- Командор ордена Железой короны
- Большой крест ордена Христа (Португалия)